# Cruz invertida

Cruz invertida o Cruz de San Pedro.

La cruz invertida, cruz de San Pedro o cruz petrina, es un símbolo cristiano que representa la forma en la que, según la tradición, fue crucificado San Pedro, es decir cabeza abajo.
Esta cruz invertida se ha convertido en un símbolo de humildad y servicio, que es central en la misión del Papa como sucesor de San Pedro. Por ello, en muchos actos públicos el Papa traza la señal de la cruz de San Pedro durante bendiciones públicas o liturgias.
En tiempos recientes, producto de la moda y las películas de Hollywood, se ha relacionado la cruz invertida con el satanismo o la aversión al cristianismo.

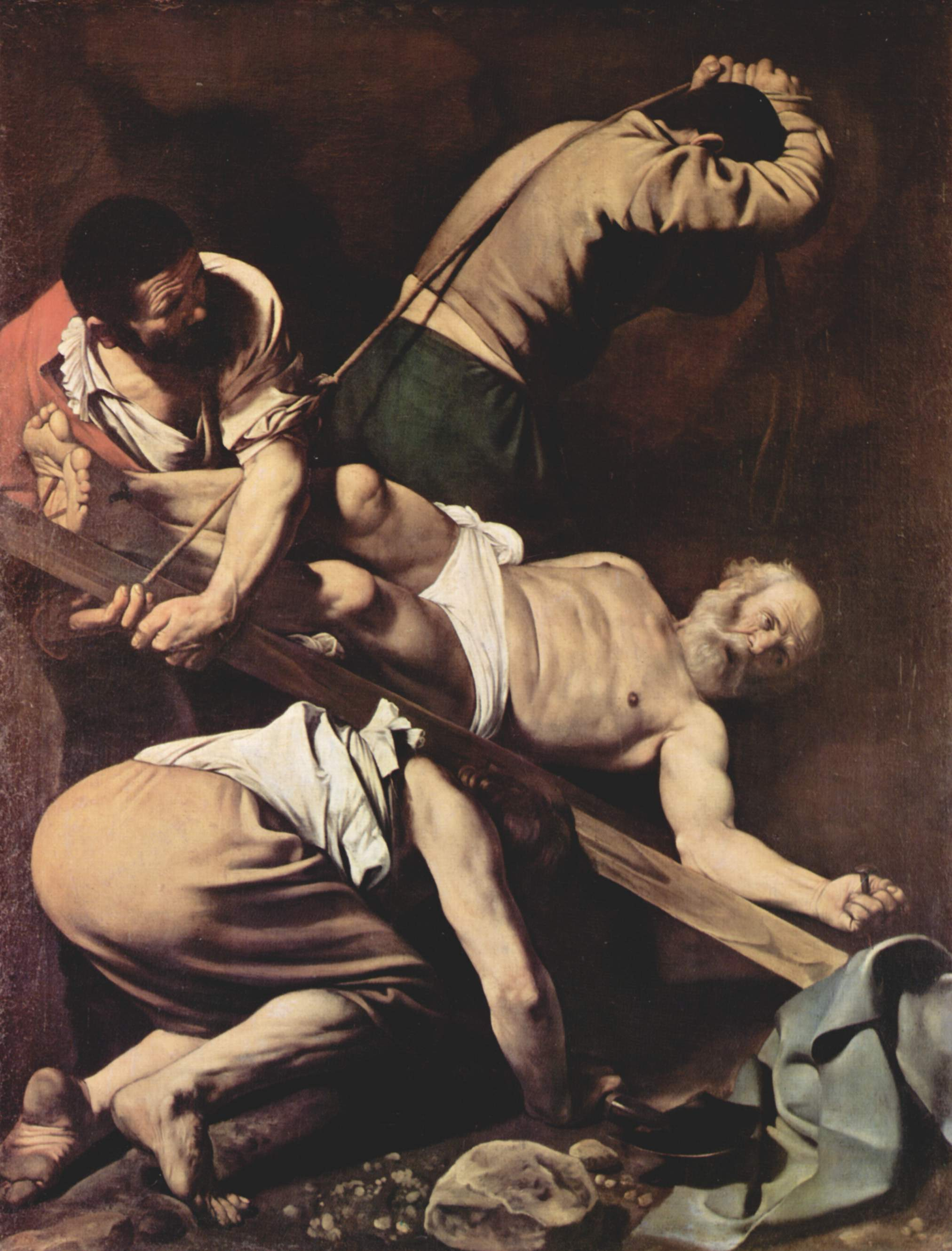
Crucifixión de San Pedro, pintado por Caravaggio.

## En el cristianismo

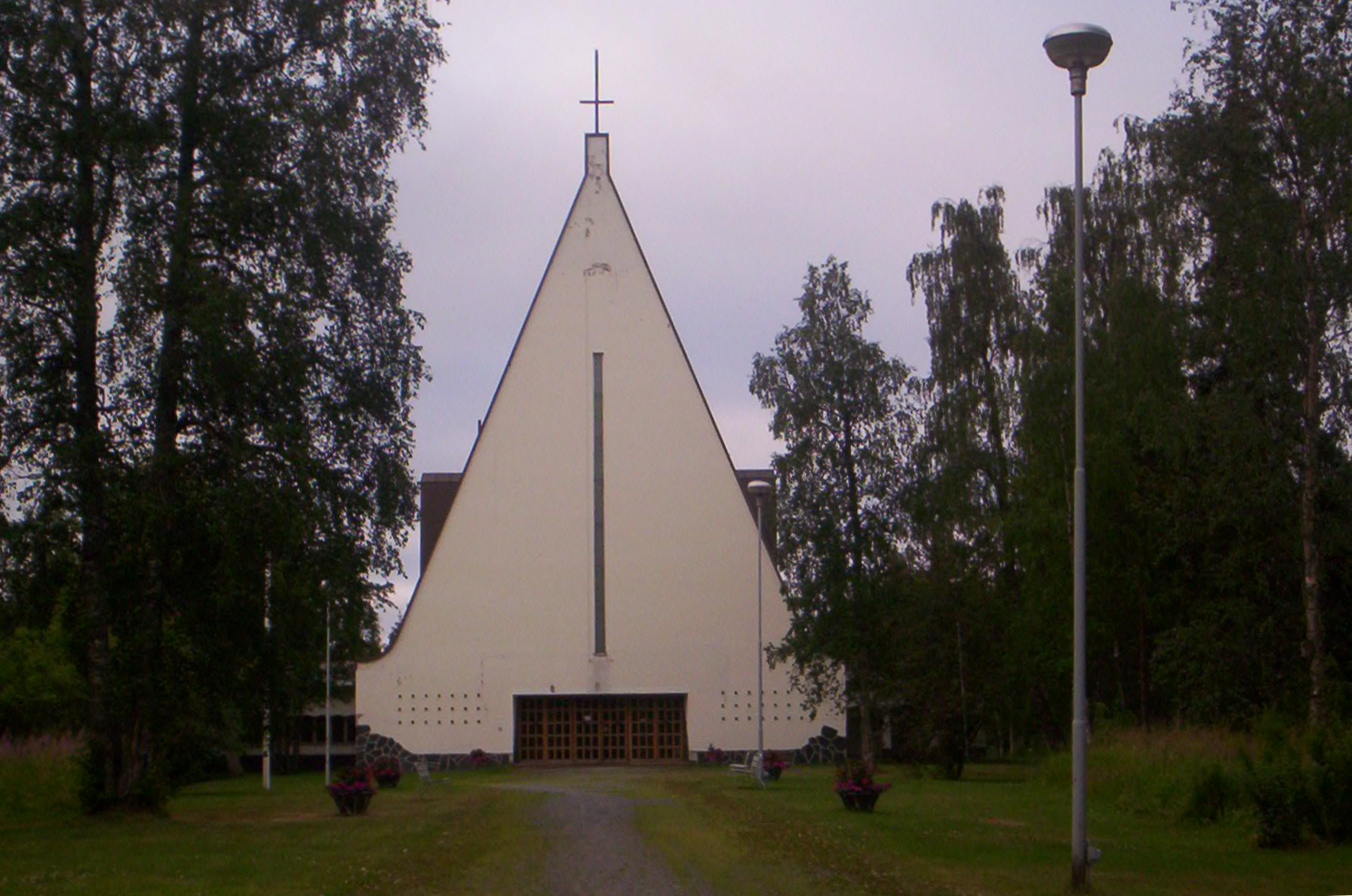
La cruz invertida sobre una iglesia luterana en honor a Pedro, en Kemi, Finlandia.

Simboliza la forma en que según la tradición murió el apóstol Pedro en Roma hacia el año 64. A pesar de que el Nuevo Testamento no dice ni cuándo ni cómo ni dónde murió Pedro, los Padres de la Iglesia afirmaron que fue arrestado en Roma y llevado a un monte para ser crucificado. Entonces Pedro, alegando no ser digno de morir como su maestro Jesús de Nazaret, habría pedido ser crucificado al revés, cabeza abajo. Por esta razón, Orígenes presentaba la cruz invertida como un símbolo de humildad. Este es también el motivo por el cual una cruz invertida aparece en la silla papal.

## Otras concepciones
Se considera que fue la novela Allá lejos de 1891, escrita por Joris-Karl Huysmans, la que popularizó la falsa creencia de que la cruz invertida es un símbolo anticristiano o satanista. En la obra se describe a una secta ocultista donde sus participantes usan cruces invertidas. Se ha teorizado que Hysmans tomó inspiración de la secta gnóstica francesa Œuvre de la Miséricorde, fundada por Eugène Vintras en 1839, y quienes usaban la cruz invertida como símbolo principal. Un rumor muy difundido por la época afirmaba que la secta practicaba el satanismo y sacrificios humanos, lo que ayudó a la malinterpretación.
A raíz de la creencia popular, es común que la cruz al revés sea utilizada como un símbolo del ateísmo, del humanismo, de lo oculto y de lo satánico, aunque también depende del contexto de uso de dicha cruz; por lo tanto, cuando el símbolo se utilice en un entorno de la Iglesia, lo más probable es que sea una referencia a Pedro y la forma de su muerte. En otros contextos, la cruz invertida es a menudo un símbolo anticristiano.  
Muchas películas de terror usan cruces invertidas como parte de sus imágenes y marketing, especialmente si la película trata temas demoníacos .